# Dichaetomyia humeralis
Dichaetomyia humeralis este o specie de muște din genul Dichaetomyia, familia Muscidae. A fost descrisă pentru prima dată de Zielke în anul 1972.
Este endemică în Madagascar. Conform Catalogue of Life specia Dichaetomyia humeralis nu are subspecii cunoscute.